# Isak Sundström
Isak Björn Olle Sundström, även känd under heteronymen I.B. Sundström, född 28 november 1983 på Gotland, är en svensk musiker, låtskrivare, författare och konstnär.
Sundström växte upp i Sproge på södra Gotland. Han gav ut sin första bok Till slut fick jag ont i mina ögon 2005. Samma år bildade han gruppen Pascal tillsammans med Manuela de Gouvia och Mimmi Skog. De tre flyttade till Stockholm året efter då de också gav ut debutalbumet Förbi fabriken. 2008 gav Sundström ut sin andra bok Buren. Sundström gick kandidatprogrammet på Konstfack 2008–2011 och sedan masterprogrammet 2013–2015.
Sundström har sedan 2017 släppt tre album som soloartist, varav ett dubbelabum: Antropofagernas rike I och II från 2020, utgivet på förlaget Teg Publishing. Förutom Pascal är han är även medlem i Skriet och Rocks and Waves Song Circle. Sundströms karaktäristiska sångstil har liknats vid Olle Ljungström.

## Diskografi
- 2017 – I den skinande gyttjan
- 2019 – 1592
- 2020 – Antropofagernas rike I
- 2020 – Antropofagernas rike II